# پوتائو (سین‌کیانگ)
پوتائو (انگلیسی: Putao, Xinjiang) یک شهرک در حومه شهر تورفان در استان سین‌کیانگ کشور چین است. 